# اسکات یورگنسن
اسکات یورگنسن (انگلیسی: Scott Jorgensen؛ زادهٔ ۱۷ سپتامبر ۱۹۸۲) ورزشکار هنرهای رزمی ترکیبی اهل ایالات متحده آمریکا است. وی از سال ۲۰۰۶ میلادی تاکنون مشغول فعالیت بوده‌است.